# Walter Firpo
Pour les articles homonymes, voir Firpo.
Walter Firpo, né le 8 octobre 1903 à San Juan (Porto Rico) et décédé le 18 avril 2002 à Créteil, est un peintre cubiste français, élève d'Albert Gleizes.

## Biographie
Il arrive en France en 1914. Après sa participation à la Première Guerre mondiale en tant que soldat américain, il trouve un emploi de clerc de banque à Nice. En 1929, il rencontre Albert Gleizes et s'installe dans le sud de la France en 1930. Albert Gleizes écrira au sujet de cette rencontre : « Notre amitié, fondée sur l'esprit, fut immédiate ».
En 1930, il rencontre Henri Matisse et Giorgio de Chirico avec qui il devient ami. En juillet de la même année, il s'installe pour quelques jours chez Georges Manevy à Moly-Sabata.
En 1931, Firpo séjourne à la communauté de Moly-Sabata, fondée par Gleizes en 1927. En 1939, Matisse achète une œuvre de Firpo représentant la chapelle d'Esteinc aux enchères à Nice,. Après quelques années d'indépendance, il renoue définitivement avec Gleizes en 1946.
En 1946, il expose des dessins et des huiles sur toile dans les salons du Ministère de l'Information (au 2e étage du 25 rue Longue-des-Capucins).
En 1947, Firpo effectue une exposition conjointe avec Albert Gleizes et Max Papart intitulée 30 peintures non-figuratives. En 1950, Edgar Mélik répond à cela par l'exposition Ponts coupés. 30 peintures réalistes inobjectives. Firpo avait visité Mélik à la fin de l'été 1947 avec des amis américains. Il était ensuite venu à l'exposition privée organisée par Mélik à Cabriès le samedi 25 octobre 1947.
De 1950 à 1953, il s'installe dans une communauté protestante, ce qui constitue une période d'art sacré (La création du monde ; La lutte de Jacob ; Le signe de Jonas). En 1952, il expose avec Matisse qui lui écrit à l'occasion : « Je suis certain que vos œuvres harmonieusement expressives feront une jolie salle très appréciée. Je vois vos belles valeurs sur les murs chauffés par le soleil de Marseille ».
En 1968, au sujet de la vie quotidienne d'un port, Firpo écrit : « J'ai considéré le port et son activité comme un système vibrant polarisé et oscillatoire qui pouvait se relier à la genèse même des formes ».
Son fonds d'atelier (environ 300 œuvres) est vendu aux enchères chez Me François Fleck le 7 février 2015 à Marseille. Une autre vente a lieu le 20 mai 2017. Walter Firpo avait déposé ses œuvres dans un conteneur au sein d'un garde-meuble.

## Œuvres
- Musée Cantini (Marseille) : Femmes, grappes et poissons[8] ; Chant pour l'Espagne (1960)[9].
- Musée de Kobé (Japon)
- Musée d'État de Wuppertal (Allemagne)

## Analyse
En juin 1947, Albert Gleizes écrit : « Si on regarde attentivement les œuvres de Firpo, on en pénétrera le sens éminemment humain, et on y discernera ce drame de notre époque, qui met aux prises deux attitudes contradictoires pour nous : celle subjective héritée de la Renaissance, et celle objective, oubliée, perdue, qui fut celle du Moyen Âge chrétien. »

## Expositions
- 1928 : Salon des Beaux-Arts, Nice.
- 1929 : Galerie des Peintres Modernes, Nice (exposition conjointe avec Albert Gleizes).
- 1930 : Salon de Printemps, 7 rue de Russie, Nice.
- 1937 : Galerie Pétroff, Nice.
- 1938 : Galerie Milton, Nice (rue Rivoli).
- 1947 : Marseille (sous le patronage de Gaston Berger).
- 1947 : Galerie des Garets, Paris.
- 1947 : Galerie da Silva, Marseille (conjointe avec Albert Gleizes et Max Papart).
- 1948 : Galerie Gence, Marseille.
- 1949 : Peinture de notre temps, musée de Nîmes (préface de Michel Seuphor).
- 1952 : Première Biennale Internationale de Bordighera.
- 1952 : Musée de Toulon.
- 1952 : Exposition internationale d'art abstrait, Cannes.
- 1953 : Beaux-Arts de Paris.
- 1953 : Galleria del Popolo, Turin.
- 1953 : Deuxième Biennale de Bordighera.
- 1953 : Sélection des peintres de l'École française, Biennale de Menton.
- 1954 : Galerie La Cimaise, Paris.
- 1954-1955 : Galerie du Vieux Port, Marseille.
- 1955 : Galerie Jeanne Castel, Paris (50 toiles).
- 1956 : Galerie Rolberg, Evian.
- 1957 : Galerie Octobon, Saint-Paul-de-Vence.
- 1958 : Galerie Aktuarius, Strasbourg (intervention radio et université).
- 1959 : Galerie Raymond Duncan, Paris.
- 1959 : Exposition du conseil général, Marseille (achat d'une œuvre).
- 1959 : Musée de Marseille (achat d'une œuvre).
- 1959 : Musée Boysmans, Rotterdam.
- 1960 : Biennale de Menton.
- 1960 : Musée d'État de Wuppertal, Allemagne. Importante exposition particulière.
- 1961 : Musée de Kobé, Japon. Sélection des peintres de provence.
- 1961 : Galerie du Colisée, Paris (préface de Frank Elgar)[10]. Importante exposition.
- 1961 : Galerie Tony Spinazzola, cours Mirabeau à Aix-en-Provence (préface de Frank Elgar)[11].
- 1963 : Galerie Tony Spinazzola, cours Mirabeau à Aix-en-Provence (préface de Gleizes datée de 1947, textes de Camille Rouvier et de Francis Chamant de l'Académie de Marseille). Sous le patronage du Lion's Club. Importante exposition particulière de 57 peintures.
- 1966 : Galerie Merenciano, Marseille.
- 1967 : La Provence et les peintres d'aujourd'hui, Musée d'Aix-en-Provence.
- 1968 : Galerie Merenciano, Marseille.
- Juin-septembre 1968 : La vie quotidienne d'un port, Musée de Boulogne-sur-Mer[5],[12].
- 1969 : Folkestone Arts Centre[13].